# Elena Filonova
Pour les articles homonymes, voir Filonova.
Elena Filonova est une pianiste française d'origine russe.

## Biographie
Après avoir commencé l'apprentissage du piano dès l'âge de 3 ans, elle a obtenu le 1er prix du Concours Beethoven pour jeunes talents.
Par la suite, cette interprète qui se situe dans la grande tradition de l'école d'Heinrich Neuhaus a eu un parcours de concertiste international, après avoir eu pour maîtres Pavel Messner, Evgueni Malinine, Kirill Kondrachine, Ievgueni Mravinski et Emil Guilels.
Elle a enregistré de nombreux disques, dont plusieurs pour le label Melodiya (œuvres de Chopin, Prokofiev, Rachmaninov, Chtchedrine).
Depuis 1990, Elena Filonova vit à Paris.
Elle a fondé et est directeur artistique de son propre festival Harmonies d'Automne depuis 2010 à Paris.

## Discographie (partielle)
- Œuvres de Giovanni Bottesini, CD, avec Rinat Ibragimov et l'Orchestre symphonique de Londres
- Tchaïkovski récitals, CD, Marcal Classics, 2004
- Mélodies oubliées — Arabesques, de Nikolaï Medtner, CD, Ar re-se (distrib. Codaex), 2007